# PEA-PME
Un PEA-PME est un Plan d'Épargne en Actions destiné au financement des Petites et Moyennes Entreprises (PME) et entreprises de taille intermédiaire (ETI) est une forme de compte-titres de droit français.
L'objectif de ce dispositif fiscal est d'orienter l'épargne des résidents français vers ces PME et ETI.
Le PEA-PME bénéficie de certains avantages fiscaux pour les résidents français. En pratique, les plus-values réalisées sur ce compte, sous certaines conditions, notamment de durée de détention, sont faiblement imposées.

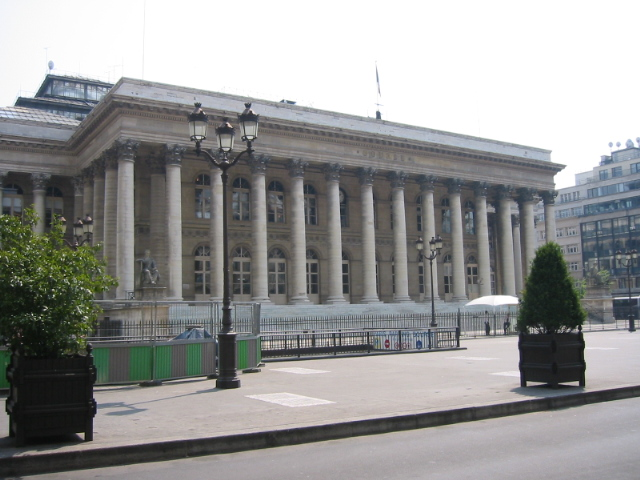
Le dispositif du PEA PME doit participer au développement du segment PME-ETI de la place financière parisienne quelques mois après le lancement d’EnterNext.

## Admissibilité
Les contribuables dont le domicile fiscal est situé en France peuvent ouvrir un plan d’épargne en actions destiné au financement des petites et moyennes entreprises et des entreprises de taille intermédiaire auprès d’un établissement de crédit, de la Caisse des dépôts et consignations, de la Banque de France, de La Banque Postale, d’une entreprise d’investissement ou d’une entreprise d’assurance relevant du code des assurances.
Chaque contribuable ou chacun des époux ou partenaires liés par un pacte civil de solidarité soumis à imposition commune ne peut être titulaire que d'un plan d’épargne en actions destiné au financement des petites et moyennes entreprises et des entreprises de taille intermédiaire. Un tel plan ne peut avoir qu'un titulaire.
Le plan donne lieu à ouverture d'un compte de titres et d'un compte en espèces associés, ou, pour les plans ouverts auprès d'une entreprise d'assurance, à signature d'un contrat de capitalisation.
Chaque détenteur pourra détenir un PEA-PME ainsi qu’un Plan d'épargne en actions (PEA) classique, ces deux PEA ne devant pas obligatoirement être ouverts dans le même établissement. L'ensemble des versements sur les deux produits ne doit pas dépasser 225 000 €.

## Utilisation, composition et contraintes
Le PEA-PME fonctionne fondamentalement comme un PEA habituel dans la limite d’un plafond de versements en numéraire de 225 000 €. Les dividendes et autres fruits du capital n'entrent pas dans le décompte de ce plafond ; de fait le solde du PEA peut donc dépasser 225 000 €. En revanche il n'existe aucun minimum de souscription fixé par le code monétaire et financier.
Les titres éligibles dans un PEA-PME sont ceux énoncés par l’article L. 221-32-2 du code monétaire et financier :
1° Les sommes versées sur le plan d’épargne en actions destiné au financement des petites et moyennes entreprises et des entreprises de taille intermédiaire reçoivent un ou plusieurs des emplois suivants :
a) Actions ou certificats d'investissement de sociétés et certificats coopératifs d'investissement ;
b) Parts de sociétés à responsabilité limitée (SARL) ou de sociétés dotées d'un statut équivalent et titres de capital de sociétés régies par la loi no 47-1775 du 10 septembre 1947 portant statut de la coopération ;
2° La société émettrice des titres mentionnés au 1° est une entreprise qui d'une part occupe moins de 5 000 personnes et qui d'autre part a un chiffre d’affaires annuel n'excédant pas 1 500 millions d'euros ou un total de bilan n'excédant pas 2 000 millions d'euros. Les conditions dans lesquelles sont appréciés le nombre de salariés, le chiffre d’affaires et le total de bilan sont fixées par décret ;
3° Les sommes versées sur le plan d’épargne en actions destiné au financement des petites et moyennes entreprises et des entreprises de taille intermédiaire peuvent également être employées dans la souscription :
a) D'actions de sociétés d'investissement à capital variable dont l’actif est constitué pour plus de 75 % de titres d’entreprises définies au 2° parmi lesquels au moins les deux tiers sont des titres mentionnés aux a et b du 1° ;
b) De parts de fonds communs de placement dont l’actif est constitué pour plus de 75 % de titres d’entreprises définies au 2° parmi lesquels au moins les deux tiers sont des titres mentionnés aux a et b du 1° ;
c) De parts ou actions d'OPCVM établis dans un autre État membre de l'Union européenne ou dans un autre État partie à l'accord sur l'Espace économique européen ayant conclu avec la France une convention d'assistance administrative en vue de lutter contre la fraude et l'évasion fiscales, qui bénéficient de la procédure de reconnaissance mutuelle des agréments prévue par la directive 2009/65/CE du Parlement européen et du Conseil du 13 juillet 2009 et dont l’actif est constitué pour plus de 75 % de titres d’entreprises définies au 2° parmi lesquels au moins les deux tiers sont des titres mentionnés aux a et b du 1° ;
d) De parts de FCPR, de FCPI ou de FIP
4° Les sommes versées sur le plan d’épargne en actions destiné au financement des petites et moyennes entreprises et des entreprises de taille intermédiaire peuvent également être employées dans un contrat de capitalisation en unités de compte régi par le code des assurances et investi dans une ou plusieurs catégories de titres mentionnés ci-dessus, sous réserve des dispositions de l’article L. 131-1 du même code ;
5° Les émetteurs des titres mentionnés au 1° doivent avoir leur siège en France ou dans un autre État membre de l'Union européenne ou dans un autre État partie à l'accord sur l'Espace économique européen ayant conclu avec la France une convention d'assistance administrative en vue de lutter contre la fraude et l'évasion fiscales, et être soumis à l'impôt sur les sociétés dans les conditions de droit commun ou à un impôt équivalent. Pour l'application des articles L. 221-32-1 à L. 221-32-3, la condition relative au taux normal d'imposition ne s'applique pas aux entreprises nouvelles mentionnées à l'article 44 sexies du code général des impôts ainsi qu'aux sociétés visées aux 1° ter et 3° septies de l'article 208 du même code.
Tout retrait avant cinq ans entraîne automatiquement la clôture du PEA et la perte de l'avantage fiscal ; il est donc conseillé de garder un PEA au moins cinq ans même si ce n'est pas une obligation.

## Entreprises éligibles
Pour être éligible au PEA-PME, une entreprise devait remplir toutes les conditions suivantes :
- avoir son siège dans un des pays de l'espace économique européen ayant conclu avec la France une convention d'assistance administrative (soit l'Union européenne, l'Islande, la Norvège) ;
- être soumise à l'impôt sur les sociétés ;
- employer moins de 5 000 salariés ;
- avoir un chiffre d’affaires annuel ne dépassant pas 1 500 M€, ou un total de bilan n'excédant pas 2 000 M€ ;
- ne pas être une SIIC (société d'investissement immobilier cotée).

Les critères sur le nombre d'employés, le chiffre d’affaires et le total de bilan s'apprécient :
- une fois par an, à partir des données du dernier exercice comptable publié ;
- en tenant compte du fait que l'entreprise fait partie d'un groupe.

Pour une société de participations (holding), l'éligibilité s'apprécie en agrégeant les données de toutes ses participations.
Les conditions sont assouplies depuis la loi du 13 juin 2024 qui spécifie une capitalisation boursière inférieure à 2 milliards d'euros.

## Avantages pour le détenteur
La fiscalité du PEA-PME est la même que celle des PEA classiques. L'avantage premier du PEA est l'attrait fiscal qu'il procure, et c'est ce qui le différencie d'un compte-titres ordinaire. À compter du 1er janvier 2013, les plus-values de cessions dans le cadre d'un compte-titre ordinaire sont soumises soit à un prélèvement forfaitaire unique de 30 %, soit au barème progressif de l’impôt sur le revenu (après un abattement pour durée de détention des actions de 50 % pour une durée de détention comprise entre 2 et 8 ans et de 65 % pour une durée de détention supérieure à 8 ans – les prélèvements sociaux de 17,2 % étant dus sur les plus-values avant abattement). Par contre, dans le cadre du PEA-PME l'investisseur capitalisera ses plus-values en totale franchise d'impôts à condition qu'il respecte la détention minimum de cinq ans du PEA-PME. Seules les cotisations sociales seront dues en cas de retrait de fonds du PEA-PME. De plus, les dividendes versés dans le cadre du PEA-PME sont eux aussi exonérés d'impôt.
Le PEA-PME permet à l'épargnant de bénéficier de la progression de la valeur des actions, exprimée par leur cours boursier si la PME est cotée, en contrepartie des risques propres à ce type de placements. C'est une alternative ou un complément aux placements d'épargne rapportant un simple taux d'intérêt. C'est essentiellement un outil de diversification des placements.
Au terme de la cinquième année, les plus-values réalisées et les revenus ne sont soumis qu'aux prélèvements sociaux de 17,2 % (Contribution sociale généralisée (CSG) à 9,2 %, Contribution pour le remboursement de la dette sociale (CRDS) à 0,5 %, et prélèvement de solidarité à 7,5 %), et les retraits n'entraînent plus clôture du plan (sauf retrait total)
Après cinq ans, il est toujours possible de continuer à faire des versements tant que leur plafond total n'est pas atteint.
| Fiscalité du PEA-PME (depuis 2019) | Fiscalité du PEA-PME (depuis 2019)                  | Fiscalité du PEA-PME (depuis 2019)                                | Fiscalité du PEA-PME (depuis 2019)                                | Fiscalité du PEA-PME (depuis 2019)                                |
| Retrait du PEA PME                 | Conséquences du retrait sur la situation du PEA PME | Taxation du gain net (valeur atteinte moins versements effectués) | Taxation du gain net (valeur atteinte moins versements effectués) | Taxation du gain net (valeur atteinte moins versements effectués) |
| Retrait du PEA PME                 | Conséquences du retrait sur la situation du PEA PME | Prélèvements sociaux                                              | Imposition des plus-values                                        | Total                                                             |
| ---------------------------------- | --------------------------------------------------- | ----------------------------------------------------------------- | ----------------------------------------------------------------- | ----------------------------------------------------------------- |
| Avant 5 ans                        | Clôture obligatoire                                 | 17,2 %                                                            | 12,8 %                                                            | 30 %                                                              |
| Après 5 ans                        | Aucune                                              | 17,2 %                                                            | Exonération                                                       | 17,2 %                                                            |

## Réserves émises
Les critères d'éligibilité retenus qui se fondent sur la notion d'entreprises de taille intermédiaire, au sens législatif, plutôt que sur l'appartenance aux compartiments Euronext, suscitent régulièrement des critiques. En effet des sociétés du compartiment A d’Euronext, regroupant les plus grosses valeurs de la cote, se retrouvent éligibles au PEA-PME, telle Eutelsat, tandis que des valeurs du compartiment B en seraient écartées, telle Bonduelle.
L’exclusion des obligations du champ des titres éligibles est également couramment reprochée au législateur par la place financière de Paris. Celles-ci ne pourront en effet pas être détenues directement dans des PEA-PME mais uniquement par l’intermédiaire d’OPCVM, et dans la limite de 50 % de l'actif du fonds.
À la veille de son lancement, le succès commercial du PEA-PME ne semble pas garanti. En effet peu de grands réseaux bancaires le commercialisent ou en font la promotion. Les sociétés de gestions indépendantes, surtout celles spécialisées dans les small et mid caps, semblent en revanche attendre le PEA-PME de pied ferme pour proposer une nouvelle niche fiscale à leur clientèle.
Le lobby bancaire français, représenté par la Fédération bancaire française (FBF), milite lui, en plus de l'éligibilité directe des obligations dans les PEA-PME, pour la possibilité de transferts de titres entre PEA-PME et PEA.

## Premier bilan
Trois mois après son lancement le premier bilan du PEA-PME était mitigé. Seulement 250 millions d'euros y étaient placés, loin des objectifs initiaux. Retard du décret d'application, complexité sur les critères d'éligibilité des entreprises, étroitesse du marché français des PME et ETI, désintérêt croissant des particuliers français pour l'épargne boursière, faible promotion de la part des enseignes bancaires sont autant de raisons à ce premier bilan contrasté,. La volonté d'épargne des Français en 2014 ne semble pourtant pas s'étioler mais paradoxalement elle ne bénéficie pas à la nouvelle enveloppe fiscale constituée par le PEA-PME.

## Risques à prendre en compte par l'épargnant
L'utilisation d'un PEA-PME implique l'investissement sur les marchés boursiers, avec pour conséquences :
- un risque sur le capital investi ;
- un besoin de connaissance important sur le fonctionnement des marchés financiers et spécifiquement dans le cadre du PEA PME une bonne connaissance des risques propres à de jeunes sociétés et leur potentiel de croissance ;
- la nécessité de consacrer du temps au suivi de son portefeuille ;
- un risque supplémentaire par rapport à un PEA classique du fait de la moindre liquidité des titres éligibles.

## Coût de la mesure
Non chiffré.

## Calendrier de lancement du dispositif
La mise en place du PEA-PME est prévue pour le 1er janvier 2014, sous la houlette du ministre de l’Économie et des Finances Pierre Moscovici, avec pour objectif de favoriser l’investissement de l’épargne nationale en actions et de créer un nouvel instrument pour le soutien au financement des PME et ETI[réf. non conforme]. C'est à l'occasion d'un déplacement à Lannion, le 26 août 2013, au siège de la société Ekinops, spécialisée dans les solutions de transmission sur fibres optiques pour les réseaux télécoms à très haut débit, que le coup d'envoi de cette nouvelle enveloppe fiscale est donné par le ministre de l’Économie et des Finances. Cette idée de PEA-PME a été pendant longtemps portée par l'association PME Finance,.
L’article 53 du projet de loi de finances pour 2014, relatif à la création du PEA-PME, est adopté le 14 novembre 2013 à l’Assemblée nationale. Un amendement, soutenu par le député UDI Jean-Christophe Fromantin[réf. non conforme], prévoyait d'élargir le périmètre des titres éligibles aux obligations convertibles en actions et aux obligations à bons de souscription d’actions (OBSA) mais il est rejeté.
Le 3 décembre 2013, Christian Eckert, rapporteur du budget à l'Assemblée nationale et député PS de la septième circonscription de Meurthe-et-Moselle, fait adopter un amendement dans le cadre de la discussion en première lecture du projet de loi de finances rectificative pour 2013. Celui-ci prévoit que les plus-values tirées de la cession de titres inscrits dans un PEA ou un PEA-PME depuis moins de cinq ans, et non cotés en Bourse, ne seraient désormais exonérées d'impôt que dans la limite de 200 %. La plus-value qui dépasserait ce seuil serait fiscalisée suivant le régime habituel. Il prévoit également la limitation du périmètre des titres éligibles dans le plan, notamment l'interdiction d'y loger des bons et droits de souscription d’actions ainsi que des actions de préférence . Cet amendement provoque une volée de bois vert dans la communauté des investisseurs institutionnels, ceux-ci dénonçant la disparition possible de l'avantage fiscal pour les titres non cotés. Par un nouvel amendement adopté le 17 décembre 2013, le gouvernement supprime finalement le plafond des plus-values sur des titres non cotés réalisées sur un PEA lorsque ces titres sont détenus moins de cinq ans. La disposition sur l’exclusion des titres à fort effet de levier des PEA est cependant maintenue.
Le PEA-PME entre en vigueur avec le vote définitif de la loi de finances initiale 2014 le 20 décembre 2013 puis sa publication au Journal Officiel, le 30 décembre 2013 (article 70 du texte)[réf. non conforme].
Les conditions d'éligibilité des entreprises aux PEA-PME, doit être préciser dans un décret d'application dans lesquelles sont appréciés le nombre de salariés, le chiffre d’affaires et le total de bilan des sociétés éligibles dans le plan. Celui-ci est attendue pour février 2014[réf. non conforme].
Dans le sillage du lancement du PEA-PME, Euronext lance le 27 février 2014 un nouvel indice CAC PME, entièrement consacré aux actions de sociétés éligibles au PEA PME cotées sur Euronext ou Alternext.
La signature du ministère de l'Économie et des Finances Pierre Moscovici du décret d'application no 2014-283, relatif au PEA et au PEA-PME, intervient finalement le 4 mars 2014. Le décret est publié le 5 mars 2014 au journal Officiel[réf. non conforme].
Après la parution du décret PEA-PME au journal Officiel, les professionnels de l'investissement peinent à établir une liste exhaustive des valeurs réellement éligibles. La détermination de l'éligibilité est rendu complexe par les critères opaques retenus dans le décret, notamment ceux de liens capitalistiques d'une société. Le ministère de l'Économie et des Finances n'apporte pas de clarté à cette confusion en décidant de ne pas publier de liste officielle des valeurs éligibles. Le 25 mars 2014, devant les critiques à propos de la complexité des critères d'éligibilité précisés dans le décret, Pierre Moscovici, appelle les sociétés cotées à signaler publiquement leur éligibilité[réf. non conforme].